# Stephen Barclay
Stephen Barclay (a sajtóban gyakran Steve Barclay, Lytham St Annes, Egyesült Királyság, 1972. május 3. –) brit konzervatív párti politikus, a Sunak-kormány egészségügyi minisztere. Korábban Boris Johnson miniszterelnök kabinetfőnöke, és az Európai Unióból történő kilépésért felelős brit miniszter volt.

## Családja
Házastársa Karen Barclay. Három gyermeke van.

## Életpályája
Katonai szolgálatát a Royal Regiment of Fusiliersnél teljesítette. A Konzervatív Párt parlamenti képviselője lett. Theresa May kormányában előbb egészségügyi államtitkár volt, majd Dominic Raab lemondása után, 2018 novembere óta ő töltötte be az Európai Unióból történő kilépésért felelős brit miniszter tisztségét 2020 januárjáig. Ezután pénzügyminiszter volt 2020 és 2021 folyamán. 2022. február 5-től 2022. július 5-ig Boris Johnson miniszterelnök kabinetfőnöke volt.